# Asociación para el Progreso de la Dirección
La Asociación para el Progreso de la Dirección (APD) es una entidad privada e independiente creada en 1956 sin ánimo de lucro, declarada de utilidad pública y de ámbito internacional que tiene como objetivo construir el Bien Común a través del desarrollo profesional y personal de directivos y empresarios, junto a empresas y profesionales que creen, como nosotros, en la necesidad de una sociedad más fuerte, dinámica y preparada para afrontar los retos presentes y futuros. Alejada de todo planteamiento político o de cuanto represente la defensa de intereses corporativos y profesionales, APD ha conseguido, gracias a su objetividad e independencia, ser uno de los más prestigiosos foros de debate y contactos a nivel nacional e internacional. 
La innovación ha sido uno de los elementos que han dirigido la Asociación desde su nacimiento. En APD se está en permanente vigilancia para debatir sobre las últimas tendencias en formatos atractivos y eficaces para los asistentes a las distintas jornadas, seminarios y cursos que se organizan.
APD favorece el debate, el intercambio de experiencias y de ideas desde el más absoluto respeto a la diversidad y a las opiniones de todos, no tomando partido por ninguna de ellas. 

## Historia
La Asociación para el Progreso de la Dirección, creada en 1956, es una entidad privada, sin ánimo de lucro, declarada de utilidad pública, de orientación y de contactos a nivel directivo, cuyo principal objetivo es promover el intercambio de ideas, conocimientos y experiencias entre los directivos. Desde la formación y la información se persigue colaborar en el desarrollo profesional y personal de los mismos. Alejada de todo planteamiento político o de cuanto represente la defensa de intereses corporativos y profesionales, APD ha conseguido, gracias a su objetividad e independencia, ser uno de los más prestigiosos centros de formación, información y contactos a nivel nacional. 
Durante su primera etapa APD vivió bajo la inspiración del AMA (American Management Association), teniendo como objetivos profesionalizar la dirección de empresas y ofrecer un foro tanto para la difusión de modernas ideas y técnicas de gestión empresarial, como para la formación y el intercambio de experiencias e ideas entre directivos. Sus instrumentos se concretaban en el desarrollo de programas de actividades y publicaciones que fueran útiles para los asociados, pero que al mismo tiempo contribuyeran al prestigio y la visibilidad de a APD. 
En el inicio del nuevo siglo APD acomete una nueva estructura territorial que permite a la Asociación no solo tener una mayor presencia en la geografía española, sino adecuar los objetivos generales a las sensibilidades y necesidades específicas de cada zona. Actualmente, APD tiene actividad en la gran mayoría de nuestra geografía, con presencia propia en 15 comunidades autónomas, a través de su estructura de Zonas: Zona Centro (Madrid, Castilla-La Mancha, Aragón y Castilla y León), Zona Norte (País Vasco, Navarra y Cantabria), Zona Mediterránea (Cataluña e Islas Baleares), Zona Noroeste (Galicia y Asturias), Zona Levante (Comunidad Valenciana y Murcia), Zona Canarias y Zona Sur (Andalucía). 
En 2005 se creó APD Maroc, en 2013 APD Colombia, en 2014 APD Perú y en 2016 APD Ecuador y APD Portugal. En 2015 se constituyó APD Internacional, con el objetivo de expandir el concepto y el modelo APD en todos aquellos países en los que pueda tener sentido y carezcan de una institución similar. Cada APD se constituye de forma independiente al resto. 
Han presidido APD:
- Enrique García Ramal (1956-1970)
- Gabriel Barceló (1970-1976)
- Antonio Garrigues Walker (1976-1982)
- Claudio Boada (1982-1995)
- Enrique Moya (1995-2003)
- José María Aguirre González (2003-2011)[1]
- Rafael Miranda (desde 2011).

La APD fue dirigida hasta 1997 por Bernardino Herrero Nieto, miembro del equipo fundacional. En enero de 1998, Enrique Sánchez de León asumió la Dirección General de APD.
A fecha de 2016 contaba con 3.126 asociados. Sus actividades no solo se circunscriben a España sino que también existen APDs en Marruecos, Colombia, Perú, Ecuador y Portugal. En 2016 se realizaron un total de 594 a los que asistieron 53.737 personas, así como 2920 ponencias y 352 jornadas gratuitas para los asociados.

## Delegaciones
La Asociación para el Progreso de la Dirección (APD) tiene, además de su sede en Madrid, otras delegaciones repartidas por otras zonas de España:

##### Castilla-La Mancha
- Sede: Toledo.
- Presidente: Nicolás Rodríguez.

###### Aragón
- Sede: Zaragoza.
- Presidente: Félix Longas.

###### Castilla y León
- Sede: Valladolid.
- Presidente: Carlos Moro.

###### Cataluña
- Sede: Barcelona.
- Presidente: Pedro Fontana.

###### País Vasco
- Sede: Bilbao.
- Presidente: Fernando Querejeta.

###### Navarra
- Sede: Pamplona.
- Presidente: Benito Jiménez.

###### Cantabria
- Sede: Santander.
- Presidente: Miguel Antoñanzas.

###### Mallorca
- Sede: Palma de Mallorca.
- Presidente: Sebastián Escarrer.

###### Galicia
- Sede: Santiago de Compostela.
- Presidente: José María Arias.

###### Asturias
- Sede: Oviedo.
- Presidente: Pablo Junceda.

###### Andalucía
- Sede: Sevilla.
- Presidente: Mauricio González.

###### Comunidad Valenciana
- Sede: Valencia.
- Presidente: Íñigo Parra.

###### Andalucía
- Sede: Sevilla.
- Presidente: Mauricio González.

- Sede: Murcia.
- Presidente: Tomás Fuertes.

###### Canarias
- Sede: Santa Cruz de Tenerife.
- Presidente: Germán Suárez Calvo.